# Среднебелая
Среднебе́лая — село в Ивановском районе Амурской области, Россия.
Административный центр Среднебельского сельсовета.

## География
Село Среднебелая стоит в 4 км от левого берега реки Белая (левый приток Зеи).
Село Среднебелая расположено к северу от районного центра Ивановского района села Ивановка.
В 2 км юго-восточнее села проходит автодорога областного значения Благовещенск — Белогорск. Расстояние до Ивановки (через Берёзовку) — 41 км.
Через село проходит линия ЗабЖД Благовещенск — Белогорск.
От села Среднебелая на северо-запад идёт дорога к сёлам Приозёрное и Троицкое, на юго-восток — к селу Новоалексеевка.
Село Среднебелое расположено в 3 км северо-восточнее, между сёлами Среднебелая и Среднебелое находится село Полевое.

## Население
| 1989  | 2002  | 2010  | 2012  | 2013  | 2014  | 2015  |
| ----- | ----- | ----- | ----- | ----- | ----- | ----- |
| 4502  | ↗6394 | ↘4027 | ↘3923 | ↘3899 | ↘3855 | ↘3820 |
| 2016  | 2017  | 2018  | 2021  |       |       |       |
| ↗3824 | ↗3843 | ↘3828 | ↘3221 |       |       |       |

## Инфраструктура
- Станция Среднебелая Забайкальской железной дороги.
- В окрестностях села Среднебелая расположены воинские части Краснознамённого Дальневосточного военного округа[12]
- ФКУ ИК-3 УФСИН России по Амурской области.

## Известные жители и уроженцы
Альберт Евдокимович Слюсарь — советский и российский военачальник. Командир 103-й гвардейской воздушно-десантной дивизии (1981–1984), начальник Рязанского высшего воздушно-десантного командного училища (1984—1995). Герой Советского Союза (1983), Генерал-лейтенант (1988). Родился и проживал на станции Среднебелая. С 2019 года общеобразовательная школа села носит его имя, на здании установлена мемориальная доска.
Семён Васильевич Папулов (1915—1943) — младший лейтенант Рабоче-крестьянской Красной Армии, участник Великой Отечественной войны, Герой Советского Союза (1943).